# Filotei
Filotei (gr. Φιλοθέη) – miejscowość w Grecji, w administracji zdecentralizowanej Attyka, w regionie Attyka, w jednostce regionalnej Ateny-Sektor Północny, w gminie Filotei-Psichiko. W 2011 roku liczyła 7302 mieszkańców. Położona w granicach Wielkich Aten.
Zamieszkuje ją liczna grupa cudzoziemców pracujących w Atenach głównie w sektorze dyplomatycznym. Filotei jest położone w dość bliskim otoczeniu Stadionu Olimpijskiego.

## Zmiana populacji miejscowości[potrzebnyprzypis]
| Rok  | Populacja | Zmiana         | Gęstość     |
| ---- | --------- | -------------- | ----------- |
| 1981 | 6,749     | -              | 2,933.1/km² |
| 1991 | 8,396     | +1,647/+24.40% | 3,648.8/km² |
| 2001 | 7,310     | -1,086/-12.93% | 3,176.9/km² |